# Новобакаєво (Кушнаренковський район)
Новобака́єво (рос. Новобакаево, башк. Яңы Баҡай) — присілок у складі Кушнаренковського району Башкортостану, Росія. Входить до складу Бакаєвської сільської ради.
Населення — 65 осіб (2010; 96 у 2002).
Національний склад:
- башкири — 71 %
- татари — 29 %